# Jitomir
Jitomir (în ucraineană Житомир, transliterat: Jîtomîr, în poloneză Żytomierz) este oraș regional din regiunea Jîtomîr, Ucraina. Deși subordonat direct regiunii, orașul este și reședința raionului Jîtomîr.

## Demografie
Componența lingvistică a orașului Jîtomîr
     Ucraineană (83,18%)
     Rusă (16,27%)
     Alte limbi (0,18%)
Conform recensământului din 2001, majoritatea populației orașului Jîtomîr era vorbitoare de ucraineană (83,18%), existând în minoritate și vorbitori de rusă (16,27%).

## Istorie
Marele Ducat al Lituaniei 1333–1569

 Uniunea statală polono-lituaniană 1569–1793

 Imperiul Rus 1793–1917

 RSS Ucraineană 1920–1922

 Uniunea Sovietică 1922–1991

 Ucraina 1991–prezent 

## Geografie

### Climat
| Date climatice pentru Jîtomîr | Date climatice pentru Jîtomîr | Date climatice pentru Jîtomîr | Date climatice pentru Jîtomîr | Date climatice pentru Jîtomîr | Date climatice pentru Jîtomîr | Date climatice pentru Jîtomîr | Date climatice pentru Jîtomîr | Date climatice pentru Jîtomîr | Date climatice pentru Jîtomîr | Date climatice pentru Jîtomîr | Date climatice pentru Jîtomîr | Date climatice pentru Jîtomîr | Date climatice pentru Jîtomîr |
| Luna                          | Ian                           | Feb                           | Mar                           | Apr                           | Mai                           | Iun                           | Iul                           | Aug                           | Sep                           | Oct                           | Nov                           | Dec                           | Anual                         |
| ----------------------------- | ----------------------------- | ----------------------------- | ----------------------------- | ----------------------------- | ----------------------------- | ----------------------------- | ----------------------------- | ----------------------------- | ----------------------------- | ----------------------------- | ----------------------------- | ----------------------------- | ----------------------------- |
| Maxima medie °C (°F)          | −1.4 (29,5)                   | −0.3 (31,5)                   | 5.5 (41,9)                    | 13.9 (57)                     | 20.3 (68,5)                   | 23.0 (73,4)                   | 25.1 (77,2)                   | 24.4 (75,9)                   | 19.0 (66,2)                   | 12.3 (54,1)                   | 5.1 (41,2)                    | 0.3 (32,5)                    | 12,3 (54,1)                   |
| Media zilnică °C (°F)         | −4.2 (24,4)                   | −3.3 (26,1)                   | 1.5 (34,7)                    | 8.8 (47,8)                    | 14.5 (58,1)                   | 17.5 (63,5)                   | 19.6 (67,3)                   | 18.6 (65,5)                   | 13.8 (56,8)                   | 7.8 (46)                      | 2.4 (36,3)                    | −2.1 (28,2)                   | 7,9 (46,2)                    |
| Minima medie °C (°F)          | −7 (19,4)                     | −6.3 (20,7)                   | −2.4 (27,7)                   | 3.6 (38,5)                    | 8.7 (47,7)                    | 12.0 (53,6)                   | 14.0 (57,2)                   | 12.7 (54,9)                   | 8.5 (47,3)                    | 3.3 (37,9)                    | −0.4 (31,3)                   | −4.5 (23,9)                   | 3,5 (38,3)                    |
| Minima istorică °C (°F)       | −33.3 (−27.9)                 | −27.6 (−17.7)                 | −25 (−13.0)                   | −13.2 (8,2)                   | −2.7 (27,1)                   | 1.9 (35,4)                    | 1.4 (34,5)                    | 1.4 (34,5)                    | −1.1 (30)                     | −10.3 (13,5)                  | −23.5 (−10.3)                 | −30.5 (−22.9)                 | −33,3 (−27,9)                 |
| Sursă: Погода Житомир         |                               |                               |                               |                               |                               |                               |                               |                               |                               |                               |                               |                               |                               |

## Personalități născute aici
- Jarosław Dąbrowski (1836 - 1871), militar polonez;
- Vladimir Korolenko (1853 - 1921), scriitor, jurnalist rus, activist pentru drepturile omului.
- Borîs Leatoșînskîi (1895 - 1968), compozitor, dirijor;
- Aleksandr Bezîmenski (1898 - 1973), poet;
- Stanisław Wigura (1903? - 1932), inginer;
- Serghei Koroliov (1906 - 1966), inginer;
- Gheorghe G. Bezviconi (1910 - 1966), istoric român;
- Sviatoslav Richter (1915 - 1997), pianist;
- Mieczysław Pawlikowski (1920 - 1978), actor;
- Tadeusz Borowski (1922 - 1951), scriitor;
- Igor Șafarevici (1923 - 2017), matematician;
- Arkady Luxemburg (n. 1939), compozitor;
- Leonid Grișciuk (1941 - 2012), astrofizician sovietic și britanic, de origine ucraineană.

## Orașe înfrățite
- Kutaisi, Georgia
- Montana, Bulgaria
- Płock, Polonia